# 9e étape du Tour d'Espagne 2018
La 9e étape du Tour d'Espagne 2018 se déroule le 2 septembre 2018, entre Talavera de la Reina et Sierra de Béjar-La Covatilla, sur un parcours de 200,8 kilomètres.

## Résultats

### Classement de l'étape
| \| Classement de l'étape \| Classement de l'étape \| Classement de l'étape \| Classement de l'étape \| Classement de l'étape \| \| Coureur \| Coureur \| Pays \| Équipe \| Temps \| \| --------------------- \| --------------------- \| --------------------- \| ------------------------- \| --------------------- \| \| 1er \| Benjamin King \| États-Unis \| Dimension Data \| 5 h 30 min 38 s \| \| 2e \| Bauke Mollema \| Pays-Bas \| Trek-Segafredo \| + 48 s \| \| 3e \| Dylan Teuns \| Belgique \| BMC Racing Team \| + 2 min 38 s \| \| 4e \| Miguel Ángel López \| Colombie \| Astana \| + 2 min 40 s \| \| 5e \| Nairo Quintana \| Colombie \| Movistar Team \| + 2 min 40 s \| \| 6e \| Wilco Kelderman \| Pays-Bas \| Team Sunweb \| + 2 min 40 s \| \| 7e \| Rigoberto Urán \| Colombie \| EF Education First-Drapac \| + 2 min 43 s \| \| 8e \| Ion Izagirre \| Espagne \| Bahrain-Merida \| + 2 min 46 s \| \| 9e \| Simon Yates \| Royaume-Uni \| Mitchelton-Scott \| + 2 min 49 s \| \| 10e \| George Bennett \| Nouvelle-Zélande \| LottoNL-Jumbo \| + 3 min 02 s \| |                    |                  |                           |                 |
| |                    |                  |                           |                 |
| Source : ProCyclingStats |                    |                  |                           |                 |
| Classement de l'étape |                    |                  |                           |                 |
| Coureur | Coureur            | Pays             | Équipe                    | Temps           |
| 1er | Benjamin King      | États-Unis       | Dimension Data            | 5 h 30 min 38 s |
| 2e | Bauke Mollema      | Pays-Bas         | Trek-Segafredo            | + 48 s          |
| 3e | Dylan Teuns        | Belgique         | BMC Racing Team           | + 2 min 38 s    |
| 4e | Miguel Ángel López | Colombie         | Astana                    | + 2 min 40 s    |
| 5e | Nairo Quintana     | Colombie         | Movistar Team             | + 2 min 40 s    |
| 6e | Wilco Kelderman    | Pays-Bas         | Team Sunweb               | + 2 min 40 s    |
| 7e | Rigoberto Urán     | Colombie         | EF Education First-Drapac | + 2 min 43 s    |
| 8e | Ion Izagirre       | Espagne          | Bahrain-Merida            | + 2 min 46 s    |
| 9e | Simon Yates        | Royaume-Uni      | Mitchelton-Scott          | + 2 min 49 s    |
| 10e | George Bennett     | Nouvelle-Zélande | LottoNL-Jumbo             | + 3 min 02 s    |

## Classements à l'issue de l'étape

### Classement général
| \| Classement général \| Classement général \| Classement général \| Classement général \| Classement général \| \| Coureur \| Coureur \| Pays \| Équipe \| Temps \| \| ------------------ \| ------------------ \| ------------------ \| ------------------------- \| ------------------ \| \| 1er \| Simon Yates \| Royaume-Uni \| Mitchelton-Scott \| 36 h 54 min 52 s \| \| 2e \| Alejandro Valverde \| Espagne \| Movistar Team \| + 1 s \| \| 3e \| Nairo Quintana \| Colombie \| Movistar Team \| + 14 s \| \| 4e \| Emanuel Buchmann \| Allemagne \| Bora-Hansgrohe \| + 16 s \| \| 5e \| Ion Izagirre \| Espagne \| Bahrain-Merida \| + 17 s \| \| 6e \| Tony Gallopin \| France \| AG2R La Mondiale \| + 24 s \| \| 7e \| Miguel Ángel López \| Colombie \| Astana \| + 27 s \| \| 8e \| Rigoberto Urán \| Colombie \| EF Education First-Drapac \| + 32 s \| \| 9e \| Steven Kruijswijk \| Pays-Bas \| LottoNL-Jumbo \| + 43 s \| \| 10e \| George Bennett \| Nouvelle-Zélande \| LottoNL-Jumbo \| + 48 s \| |                    |                  |                           |                  |
| |                    |                  |                           |                  |
| Source : ProCyclingStats |                    |                  |                           |                  |
| Classement général |                    |                  |                           |                  |
| Coureur | Coureur            | Pays             | Équipe                    | Temps            |
| 1er | Simon Yates        | Royaume-Uni      | Mitchelton-Scott          | 36 h 54 min 52 s |
| 2e | Alejandro Valverde | Espagne          | Movistar Team             | + 1 s            |
| 3e | Nairo Quintana     | Colombie         | Movistar Team             | + 14 s           |
| 4e | Emanuel Buchmann   | Allemagne        | Bora-Hansgrohe            | + 16 s           |
| 5e | Ion Izagirre       | Espagne          | Bahrain-Merida            | + 17 s           |
| 6e | Tony Gallopin      | France           | AG2R La Mondiale          | + 24 s           |
| 7e | Miguel Ángel López | Colombie         | Astana                    | + 27 s           |
| 8e | Rigoberto Urán     | Colombie         | EF Education First-Drapac | + 32 s           |
| 9e | Steven Kruijswijk  | Pays-Bas         | LottoNL-Jumbo             | + 43 s           |
| 10e | George Bennett     | Nouvelle-Zélande | LottoNL-Jumbo             | + 48 s           |

| Classement par points | Classement par points | Classement par points | Classement par points | Classement par points |
| Coureur               | Coureur               | Pays                  | Équipe                | Points                |
| --------------------- | --------------------- | --------------------- | --------------------- | --------------------- |
| 1er                   | Alejandro Valverde    | Espagne               | Movistar Team         | 81 pts                |
| 2e                    | Peter Sagan           | Slovaquie             | Bora-Hansgrohe        | 63 pts                |
| 3e                    | Benjamin King         | États-Unis            | Dimension Data        | 58 pts                |
| 4e                    | Michał Kwiatkowski    | Pologne               | Team Sky              | 50 pts                |
| 5e                    | Danny van Poppel      | Pays-Bas              | LottoNL-Jumbo         | 46 pts                |
| 6e                    | Elia Viviani          | Italie                | Quick-Step Floors     | 41 pts                |
| 7e                    | Bauke Mollema         | Pays-Bas              | Trek-Segafredo        | 40 pts                |
| 8e                    | Ion Izagirre          | Espagne               | Bahrain-Merida        | 39 pts                |
| 9e                    | Tony Gallopin         | France                | AG2R La Mondiale      | 37 pts                |
| 10e                   | Wilco Kelderman       | Pays-Bas              | Team Sunweb           | 37 pts                |

| Classement par points | Classement par points | Classement par points | Classement par points | Classement par points |
| Coureur               | Coureur               | Pays                  | Équipe                | Points                |
| --------------------- | --------------------- | --------------------- | --------------------- | --------------------- |
| 1er                   | Alejandro Valverde    | Espagne               | Movistar Team         | 81 pts                |
| 2e                    | Peter Sagan           | Slovaquie             | Bora-Hansgrohe        | 63 pts                |
| 3e                    | Benjamin King         | États-Unis            | Dimension Data        | 58 pts                |
| 4e                    | Michał Kwiatkowski    | Pologne               | Team Sky              | 50 pts                |
| 5e                    | Danny van Poppel      | Pays-Bas              | LottoNL-Jumbo         | 46 pts                |
| 6e                    | Elia Viviani          | Italie                | Quick-Step Floors     | 41 pts                |
| 7e                    | Bauke Mollema         | Pays-Bas              | Trek-Segafredo        | 40 pts                |
| 8e                    | Ion Izagirre          | Espagne               | Bahrain-Merida        | 39 pts                |
| 9e                    | Tony Gallopin         | France                | AG2R La Mondiale      | 37 pts                |
| 10e                   | Wilco Kelderman       | Pays-Bas              | Team Sunweb           | 37 pts                |

| Classement de la montagne | Classement de la montagne | Classement de la montagne | Classement de la montagne  | Classement de la montagne |
| Coureur                   | Coureur                   | Pays                      | Équipe                     | Points                    |
| ------------------------- | ------------------------- | ------------------------- | -------------------------- | ------------------------- |
| 1er                       | Luis Ángel Maté           | Espagne                   | Cofidis, Solutions Crédits | 60 pts                    |
| 2e                        | Benjamin King             | États-Unis                | Dimension Data             | 33 pts                    |
| 3e                        | Bauke Mollema             | Pays-Bas                  | Trek-Segafredo             | 24 pts                    |
| 4e                        | Pierre Rolland            | France                    | EF Education First-Drapac  | 20 pts                    |
| 5e                        | Thomas De Gendt           | Belgique                  | Lotto-Soudal               | 10 pts                    |
| 6e                        | Ben Gastauer              | Luxembourg                | AG2R La Mondiale           | 7 pts                     |
| 7e                        | Dylan Teuns               | Belgique                  | BMC Racing Team            | 6 pts                     |
| 8e                        | Nikita Stalnow            | Kazakhstan                | Astana                     | 6 pts                     |
| 9e                        | Héctor Sáez               | Espagne                   | Euskadi-Murias             | 4 pts                     |
| 10e                       | Miguel Ángel López        | Colombie                  | Astana                     | 4 pts                     |

| Classement de la montagne | Classement de la montagne | Classement de la montagne | Classement de la montagne  | Classement de la montagne |
| Coureur                   | Coureur                   | Pays                      | Équipe                     | Points                    |
| ------------------------- | ------------------------- | ------------------------- | -------------------------- | ------------------------- |
| 1er                       | Luis Ángel Maté           | Espagne                   | Cofidis, Solutions Crédits | 60 pts                    |
| 2e                        | Benjamin King             | États-Unis                | Dimension Data             | 33 pts                    |
| 3e                        | Bauke Mollema             | Pays-Bas                  | Trek-Segafredo             | 24 pts                    |
| 4e                        | Pierre Rolland            | France                    | EF Education First-Drapac  | 20 pts                    |
| 5e                        | Thomas De Gendt           | Belgique                  | Lotto-Soudal               | 10 pts                    |
| 6e                        | Ben Gastauer              | Luxembourg                | AG2R La Mondiale           | 7 pts                     |
| 7e                        | Dylan Teuns               | Belgique                  | BMC Racing Team            | 6 pts                     |
| 8e                        | Nikita Stalnow            | Kazakhstan                | Astana                     | 6 pts                     |
| 9e                        | Héctor Sáez               | Espagne                   | Euskadi-Murias             | 4 pts                     |
| 10e                       | Miguel Ángel López        | Colombie                  | Astana                     | 4 pts                     |

| Classement du combiné | Classement du combiné | Classement du combiné | Classement du combiné     | Classement du combiné |
| Coureur               | Coureur               | Pays                  | Équipe                    | Points                |
| --------------------- | --------------------- | --------------------- | ------------------------- | --------------------- |
| 1er                   | Alejandro Valverde    | Espagne               | Movistar Team             | 18 pts                |
| 2e                    | Benjamin King         | États-Unis            | Dimension Data            | 23 pts                |
| 3e                    | Miguel Ángel López    | Colombie              | Astana                    | 30 pts                |
| 4e                    | Bauke Mollema         | Pays-Bas              | Trek-Segafredo            | 37 pts                |
| 5e                    | Simon Yates           | Royaume-Uni           | Mitchelton-Scott          | 42 pts                |
| 6e                    | Michał Kwiatkowski    | Pologne               | Team Sky                  | 42 pts                |
| 7e                    | Nairo Quintana        | Colombie              | Movistar Team             | 46 pts                |
| 8e                    | Laurens De Plus       | Belgique              | Quick-Step Floors         | 74 pts                |
| 9e                    | Dylan Teuns           | Belgique              | BMC Racing Team           | 74 pts                |
| 10e                   | Simon Clarke          | Australie             | EF Education First-Drapac | 75 pts                |

| Classement du combiné | Classement du combiné | Classement du combiné | Classement du combiné     | Classement du combiné |
| Coureur               | Coureur               | Pays                  | Équipe                    | Points                |
| --------------------- | --------------------- | --------------------- | ------------------------- | --------------------- |
| 1er                   | Alejandro Valverde    | Espagne               | Movistar Team             | 18 pts                |
| 2e                    | Benjamin King         | États-Unis            | Dimension Data            | 23 pts                |
| 3e                    | Miguel Ángel López    | Colombie              | Astana                    | 30 pts                |
| 4e                    | Bauke Mollema         | Pays-Bas              | Trek-Segafredo            | 37 pts                |
| 5e                    | Simon Yates           | Royaume-Uni           | Mitchelton-Scott          | 42 pts                |
| 6e                    | Michał Kwiatkowski    | Pologne               | Team Sky                  | 42 pts                |
| 7e                    | Nairo Quintana        | Colombie              | Movistar Team             | 46 pts                |
| 8e                    | Laurens De Plus       | Belgique              | Quick-Step Floors         | 74 pts                |
| 9e                    | Dylan Teuns           | Belgique              | BMC Racing Team           | 74 pts                |
| 10e                   | Simon Clarke          | Australie             | EF Education First-Drapac | 75 pts                |

| Classement par équipes | Classement par équipes                   | Classement par équipes | Classement par équipes |
| Équipe                 | Équipe                                   | Pays                   | Temps                  |
| ---------------------- | ---------------------------------------- | ---------------------- | ---------------------- |
| 1re                    | Lotto NL-Jumbo                           | Pays-Bas               | 110 h 44 min 52 s      |
| 2e                     | Movistar Team                            | Espagne                | + 1 min 36 s           |
| 3e                     | AG2R La Mondiale                         | France                 | + 4 min 08 s           |
| 4e                     | Dimension Data                           | Afrique du Sud         | + 7 min 03 s           |
| 5e                     | Bahrain-Merida                           | Bahreïn                | + 7 min 46 s           |
| 6e                     | Bora-Hansgrohe                           | Allemagne              | + 11 min 23 s          |
| 7e                     | Sky                                      | Royaume-Uni            | + 14 min 34 s          |
| 8e                     | EF Education First-Drapac p/b Cannondale | États-Unis             | + 17 min 24 s          |
| 9e                     | UAE Team Emirates                        | Émirats arabes unis    | + 26 min 33 s          |
| 10e                    | Groupama-FDJ                             | France                 | + 30 min 04 s          |

| Classement par équipes | Classement par équipes                   | Classement par équipes | Classement par équipes |
| Équipe                 | Équipe                                   | Pays                   | Temps                  |
| ---------------------- | ---------------------------------------- | ---------------------- | ---------------------- |
| 1re                    | Lotto NL-Jumbo                           | Pays-Bas               | 110 h 44 min 52 s      |
| 2e                     | Movistar Team                            | Espagne                | + 1 min 36 s           |
| 3e                     | AG2R La Mondiale                         | France                 | + 4 min 08 s           |
| 4e                     | Dimension Data                           | Afrique du Sud         | + 7 min 03 s           |
| 5e                     | Bahrain-Merida                           | Bahreïn                | + 7 min 46 s           |
| 6e                     | Bora-Hansgrohe                           | Allemagne              | + 11 min 23 s          |
| 7e                     | Sky                                      | Royaume-Uni            | + 14 min 34 s          |
| 8e                     | EF Education First-Drapac p/b Cannondale | États-Unis             | + 17 min 24 s          |
| 9e                     | UAE Team Emirates                        | Émirats arabes unis    | + 26 min 33 s          |
| 10e                    | Groupama-FDJ                             | France                 | + 30 min 04 s          |